# Samfunnshuset, Ny-Ålesund
Samfunnshuset är ett byggnadsminne i Ny-Ålesund i Svalbard.
Samfunnshuset är en av de svenska trähus ("svenskebrakke") som uppfördes 1945 i Ny-Ålesund efter andra världskriget. Det var då ett envåningshus med vind och påbyggdes senare med en våning. Det byggdes som ett gemenskapshus för samhället med bland andra biograflokal, kafé och bibliotek. I den norra delen fanns bostadsrum.
Samfunnshuset används idag fortfarande som ett gemenskapshus för forskarsamhället i byn, även och dess funktion till en del övertagits av Servicehuset. I den södra ändan finns en gymnastik- och träningslokal samt seminarierum. Det finns också en herr- och en dambastu samt ett bubbelbad.